# لوسی شوکر
لوسی شوکر (انگلیسی: Lucy Shuker; ۲۸ مهٔ ۱۹۸۰ ) تنیس‌باز باز ویلچر اهل بریتانیا است که در حال حاضر بالاترین رتبه زن در این ورزش در بریتانیا را دارا است. شوکر که قبلاً قهرمان ملی انفرادی و دونفره بود، نماینده بریتانیا در چهار بازی متوالی پارالمپیک بوده است، او دو بار موفق به کسب مدال برنز در دو نفره زنان و همینطور قهرمان سابق دو نفره جهان و دارنده مدال نقره جام تیمی جهان در میان تعدادی دیگر از موفقیت‌های ملی و بین‌المللی است.
در سال ۲۰۰۸، او برای اولین بار در مسابقات پارالمپیک پکن در مسابقات انفرادی و دو نفره در تنیس با ویلچر شرکت کرد.
شوکر در بازی‌های پارالمپیک لندن ۲۰۱۲ در کنار جوردن در حالی‌ تاریخ‌ساز شد و در تنیس با ویلچر در مسابقات دو نفرهبرای بریتانیا مدال برنز را کسب کردند.
شوکر و ویلی مدال برنز خود را در بازی‌های پارالمپیک تابستانی ۲۰۱۶ در ریو دو ژانیرو حفظ کردند.

## اوایل زندگی
شوکر در دوحه قطر به دنیا آمد، اما در فلیت، همپشر بزرگ شد. خانواده او بدمینتون‌باز بودند و بدمینتون را از سنین پایین شروع کرد و سپس به نمایندگی از شهرستان همپشایر در مسابقات ملی، در کنار برادرش متیو شوکر، که رتبه‌ی بالای حرفه‌ای جهانی با شماره۴۳ را در انفرادی مردان داشت، شروع کرد.
لوسی، بازیکن سابق بدمینتون شهرستان همپشایر، در سن ۲۱ سالگی در یک تصادف با موتور مجروح شد و در حالی که در واحد ستون فقرات سالزبری بود به تنیس با ویلچر معرفی شد. او در ۶ سال گذشته شماره ۱ زنان بریتانیا بوده است و در حال حاضر شماره ۲ بریتانیا است. او در سال های ۲۰۰۶ و ۲۰۰۹ قهرمان انفرادی ملی شد و به پنج فینال دونفره گرند اسلم زنان رسید، در ویمبلدون در سال های ۲۰۰۹، ۲۰۱۰ و ۲۰۱۲ و اوپن استرالیا در سال های ۲۰۱۰ و ۲۰۱۳. او همچنین در مسابقات آزاد فرانسه در رولان گاروس در سال ۲۰۰۷ در نیمه نهایی تک نفره زنان حضور داشت.

## دوران حرفه‌ای
شوکر بازی تنیس روی ویلچر را در سال ۲۰۰۲، کمتر از ۱۲ ماه پس از تصادف موتورسیکلت که زندگی او را تغییر داد، آغاز کرد. او توسط پیتر نورفک شماره 1 پیشین شماره 1 جهان، در طول فرآیند خرید اولین ویلچر خود با این ورزش آشنا شد.
شوکر در مصاحبه‌ای گفت: «من آنجا در بیمارستان دراز کشیده بودم، مطمئن نبودم که زندگی چگونه خواهد بود.» با این حال، همانطور که زندگی در یک لحظه بی‌رحمانه تحرک او را گرفته بود، فرصت دیگری برای او فراهم شد زیرا پیتر نورفولک، قهرمان سابق تنیس انفرادی پارالمپیک، که در بیمارستان تحت دوره بازپروری بود، ملاقات کرد. شوکر گفت: «او به من یک صندلی تنیس قرض داد و سعی کند به من کمک کند تا با زندگی سازگار شوم. من اعتماد به نفس و درخشش خود را از دست داده بودم و واقعاً از تنیس بسیار سپاسگزارم که کمی شادی را به من بازگرداند.»
شوکر که در رتبه 15 جهان قرار دارد، می گوید که هنوز نمی تواند باور کند که حرفه‌اش چگونه باعث شکوفایی او شده است، زیرا در ابتدا فکر می‌کرد تنیس روی ویلچر فقط یک فعالیت اجتماعی است. او می‌گوید: «فکر کردن به این که چگونه می‌توانم زندگی را با ویلچر سازگار کنم تا آن را به سطحی که دارم برسانم، دیوانه‌کننده بود». اما او تلاش برای قهرمانی در پارالمپیک را انتخاب کرد.
در سال ۲۰۱۳، شوکر اولین تنیس‌باز بریتانیایی با ویلچر شد که در هر چهار گرند اسلم بزرگ تنیس در همان سال شرکت کرد، در همان سالی که در تنیس آزاد آمریکا در نیویورک شرکت کرد، همان سالی بود که بالاترین رتبه‌بندی تک‌نفره‌اش را با ۵ امتیاز تا به امروز کسب کرد. 
در سال ۲۰۱۶، شوکر اولین قهرمانی خود در مسابقات دو نفره مسترز را با شریکش دی گروت به دست آورد.
در سال ۲۰۱۸، با شریک شدن با سابین البروک برای رسیدن به فینال دو نفره ویمبلدون، به فینال گرند اسلم بازگشت و در سال ۲۰۲۱ نیز با شریک آفریقای جنوبی، کگوتاتسو مونتجان به فینال دو نفره آزاد استرالیا رسید. در ژانویه ۲۰۱۹، شوکر و مونتجان به نیمه نهایی مسابقات دونفره با ویلچر زنان در تنیس آزاد استرالیا رسیدند، اما توسط مارجولین بویس و سابین الربروک، شکست خوردند و به مقام دوم رسیدند.
در ژوئن ۲۰۲۱، او و جردن در حالی از جمله شش تنیسور بودند که به عنوان نماینده بریتانیا در پارالمپیک ۲۰۲۰ در توکیو مسابقاتشان به تعویق افتاد.
شوکر در ۲۰۲۳ مدال امپراتوری بریتانیا (BEM) را برای خدمات به ورزش دریافت کرد.
در ۱۹ ژوئیه ۲۰۲۴، شوکر برای پنجمین پارالمپیک انتخاب شد و در تیم بریتانیای کبیر برای مسابقات پاریس قرار گرفت.

## موقعیت‌ها
لوسی به عنوان یکی از تأثیرگذارترین افراد دارای معلولیت بریتانیا در سال ۲۰۱۸ نامگذاری شده است، او تأثیری که می‌تواند بر نسل‌های آینده داشته باشد را تشخیص می‌دهد و در حال حاضر از موقعیت‌هایی به عنوان قهرمان ورزش مدرسه ملی LTA برای تنیس و همچنین رئیس شورای بین‌المللی تنیس‌بازان با ویلچر برخوردار است.

## زندگی شخصی
شوکر با مدرک کارشناسی در علم و مدیریت ورزش و سلامت از دانشگاه ساری در سال ۲۰۰۱ فارغ التحصیل شد.
در سال ۲۰۱۱، او نامش به عنوان زن موفق خیریه ویتالیز قرار گرفت و این جایزه را از موسسه خیریه معلولیت ویتالیز برای قدردانی از دستاوردهای خود در دنیای ورزش معلولان دریافت کرد.
در ۸ نوامبر ۲۰۱۷، به شوکر دکترای افتخاری هنر از دانشگاه بورنموث اعطا شد.